# Penstemon californicus
Penstemon californicus är en grobladsväxtart som först beskrevs av Philip Alexander Munz och L M. Johnston, och fick sitt nu gällande namn av Karl Keck. Penstemon californicus ingår i släktet penstemoner, och familjen grobladsväxter. Inga underarter finns listade i Catalogue of Life.